# 淘大食品

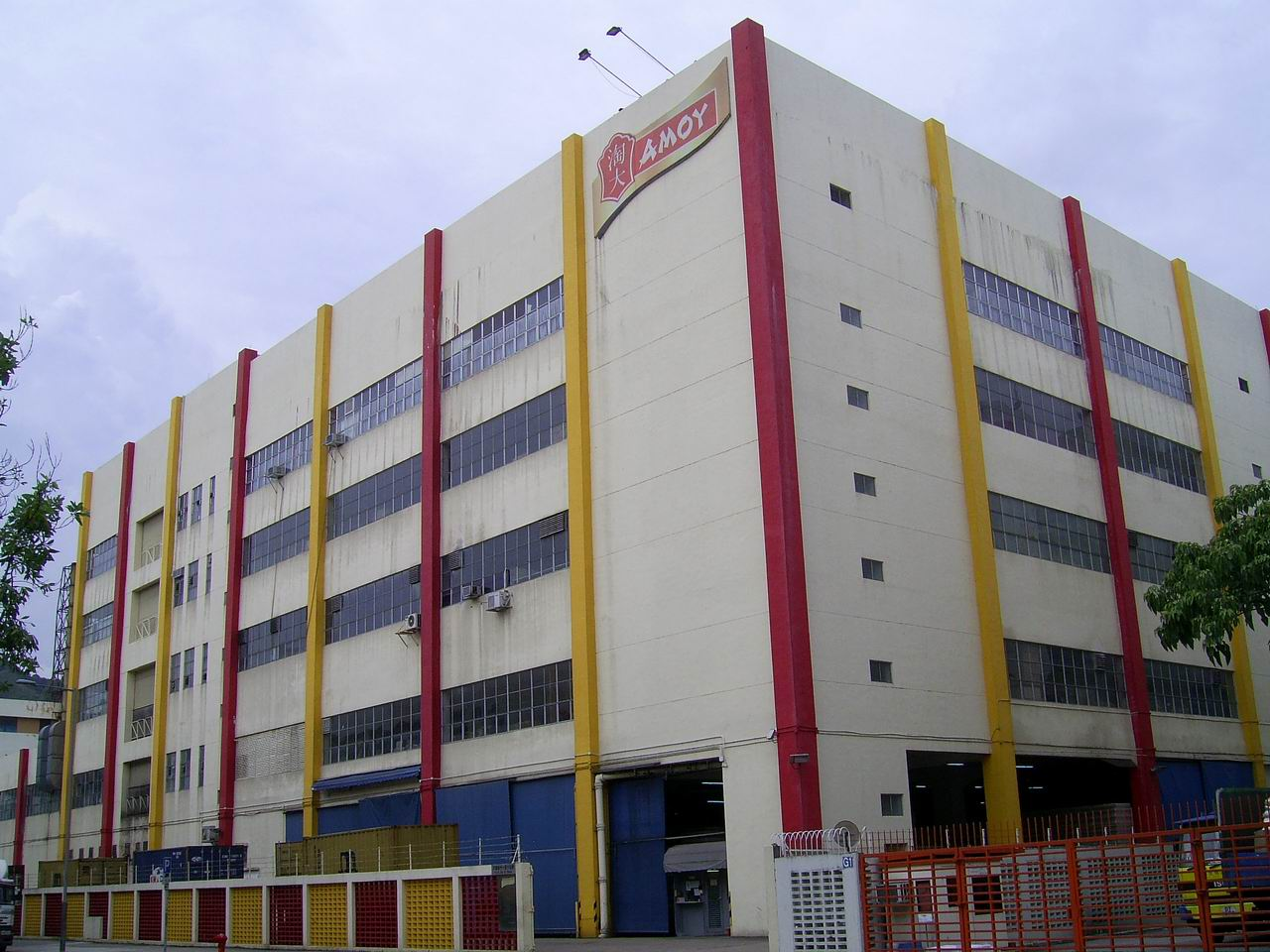
淘大食品在大埔創新園的大型廠房

淘化大同食品有限公司（英語：Amoy Food Limited，前港交所0101.HK），簡稱淘大食品，是香港主要食品製造商之一，主要以製造醬油及微波爐食品為主。

## 歷史
淘化大同的前身淘化罐头食品厂在1908年於中國福建省廈門鼓浪屿由华侨陈天恩与杨格非等人成立，除釀製豉油、生产罐头外，也兼營牛奶業務。1911年，淘化公司参加德国柏林国际博览会，1915年又在巴拿马举办的万国博览会获奖。1911年杨格非离开淘化公司，於1913年成立大同罐头食品。1927年淘化、大同合并重组为淘化大同。1928年，淘化大同正式於香港成立，設廠製造豉油。為紀念公司發源地，淘化大同將其英文名稱定為，其中就是廈門的郵政式拼音名稱。
1954年，淘大在香港九龍佐敦谷覓得大塊土地興建工廠，設立「淘大工業村」，除食品製造工廠外還設有托兒所和員工宿舍等設施。同年淘大在香港上市。淘大將業務拓展至汽水業，生產綠寶橙汁。1958年興建綠寶廠房，1960年獲綠寶飲品代理權。1961年，淘大更成立紙品廠從事紙品生產。1977年，維他奶放棄百事可樂代理權，轉讓予當時已收購淘大的森那美集團。淘大從德國購置入生產汽水的機器，銳意推廣汽水。淘大一度同時代理並生產美蓮達、綠寶、百事等品牌飲品。
淘大的業務發展引起財團垂青。1972年，吉隆坡森那美集團以換股形式購入淘大股權，後在市場漸次購入淘大股份至六成股權。淘大買入已停產的南海紗廠舊址，於1977年將廠房遷往荃灣九咪半。豉油生產和紙品廠先搬往荃灣，醬料部隨後亦遷入。1978年，結束綠寶汽水廠。同年，恆隆集團以2億港元向淘化大同購入位於九龍佐敦谷的「淘大工業村」約22.26萬平方呎土地，計劃於該地興建大型私人屋苑，並取名為淘大花園。2003年SARS 肆虐香港期間，舉世聞名的「淘大花園隔離事件」就發生在這裡。1980年8月，恆隆收購淘大63%股權，使之成為恆隆的附屬公司，並兼營地產業務。1982年，淘大開拓急凍點心業務，收購以「皇龍點心」品牌出口往美國、日本和澳洲等地的急凍點心生產商健全食品國際。1983年美国Pillsbury購入淘大食品50%股權。1986年，關閉淘大瓦通紙品廠。1987年8月，恆隆與淘大進行業務重組，恆隆成為集團控股公司，並專注地產發展，而淘大則易名為淘大置業（今恆隆地產），成為恆隆旗下地產投資公司。直至1991年，淘大的食品製造業務得到法國達能集團收購，與淘大置業分道揚鑣。
1987年，淘大食品在新界大埔工業邨設立大型廠房，而母公司亦在1991至94年間遷入淘大總部。1993年，淘大開始拓展香港的微波爐食品市場，製作各式急凍點心。1994年，成立深圳淘化大產急凍食品及上海淘大生產醬油。2006年4月12日，日本味之素株式會社以18.45億港元收購淘大食品，交易同时还购入了在华的中式酱油合资企业———上海淘大食品集团60%的股份。2013年，淘大急凍食品廠房由中國內地遷往香港大埔工業邨。
2018年11月中旬，中信集团下属中信资本控股旗下的私募股权投资部门宣布全资收购淘大食品的股份。

## 產品
淘大食品的產品主要分為兩大類：
- 調味品：包括多種豉油、多種蠔油及多種調味醬料
- 微波爐急凍食品：包括多種點心、水餃、餛飩、湯圓及飯糰等

除了香港外，淘大產品在40多個國家均有分銷網，範圍包括美國、歐洲、英國、澳洲和日本的主要城市。

## 廠房
淘大食品於香港大埔工業邨設有廠房。時至今日都有工人進出。

## 廣告
1970年代，淘大豉油的宣傳術語為：「淘化大同好，淘化大同妙，淘大豉油呱呱叫！」。

## 資料來源
1. ↑  . 淘大.   [1 August 2016]. （原始内容存档于2017-07-24）.
2. ↑  . 参考消息网.   [2018-12-05]. （原始内容存档于2020-01-23）.
3. ↑  吳昊. . 香港: 喜閱文化. 2002年7月: 頁208. ISBN 9621784794 （中文）.

## 外部連結
- 淘大食品 （页面存档备份，存于）